# Kobzar

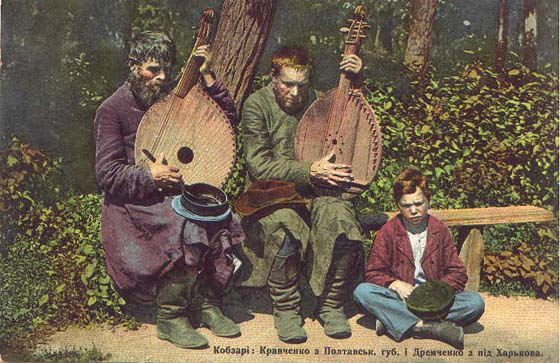
I kobzari ucraini Drevčenko e Kravčenko ritratti a Charkiv nel 1902.

Un Kobzar (in ucraino: кобзар, pl. kobzari Ucraino: кобзарі) è un menestrello cosacco ucraino.
Kobzar letteralmente significa suonatore di Kobza, uno strumento musicale ucraino a corda della famiglia dei liuti.
I Kobzar furono talvolta ciechi, ma lo stereotipo diffuso è che lo siano tutti. Andavano di villaggio in villaggio cantando le ballate epiche, odi morali, lodi e salmi penitenziali.
Secondo numerose fonti i kobzar furono annientati negli anni '30 per ordine di Stalin che li riteneva elementi antirivoluzionari. Furono invitati a un convegno dove vennero fucilati in massa.
"Kobzar" è anche una raccolta di poesie di un illustre poeta ucraino Taras Ševčenko.